# Mieczysław Łoza
Mieczysław Łoza (ur. 16 stycznia 1916 w Lublinie, zm. 21 maja 1982 we Wrocławiu) – polski aktor filmowy i teatralny.

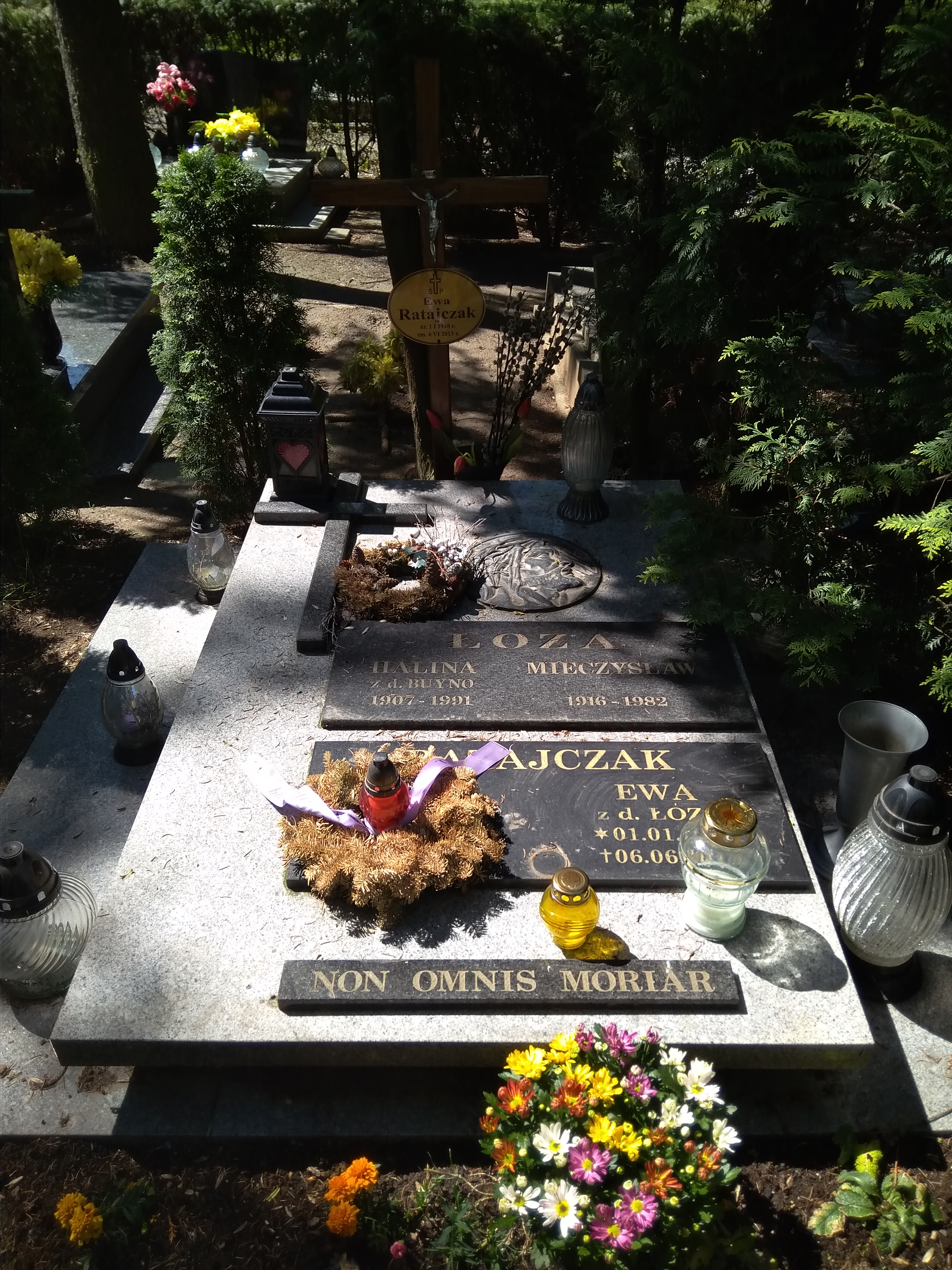
Grób Mieczysława Łozy na Cmentarzu Osobowickim we Wrocławiu (pole 90R, grób 100, rząd 3 od pola H)

## Życiorys
Swoją pierwszą pracę związaną z teatrem rozpoczął w roku 1944 w Lublinie charakterze inspicjenta teatralnego. Następnie, w latach 1944–1945, występował tamże w Teatrze Wojska Polskiego. Od 1946 do 1954 roku był aktorem Teatru im. Juliusza Osterwy w Lublinie, a od 1954 roku do końca życia Teatru Polskiego we Wrocławiu.
W 1955 roku został odznaczony Medalem 10-lecia Polski Ludowej.
Był mężem aktorki Haliny Buyno-Łozy. Został pochowany na Cmentarzu Osobowickim we Wrocławiu (pole 90R grób 100).

## Filmografia
- 1981 – Prognoza pogody jako ideowiec
- 1981 – Anna i wampir jako grubas
- 1981 – Dreszcze jako milicjant
- 1980 – Bo oszalałem dla niej jako widz na przedstawieniu
- 1980 – Wściekły jako dozorca w kamienicy Dragacza
- 1976 – Za rok, za dzień, za chwilę... jako Rafał
- 1976 – Długa noc poślubna jako Stefan Sikora, ojciec Adama
- 1976 – A jeśli będzie jesień... jako kombatant rozmawiający z Karolem na imprezie
- 1975 – Partita na instrument drewniany jako właściciel gospody Korynt
- 1975 – Hazardziści jako Marian Telemarczyk
- 1974 – Katastrofa jako górnik Wanaś
- 1973 – Droga jako Paduch, ojciec Stefanii
- 1973 – Sekret jako hydraulik w mieszkaniu Kwiatkowskich
- 1973 – Stacja bezsenność
- 1972 – Anatomia miłości jako Pietrzak, brygadzista na budowie
- 1972 – Zaraza
- 1972 – Trzeba zabić tę miłość jako przewodniczący komisji ds. uchylających się od pracy, znajomy ojca Andrzeja
- 1971 – Jeszcze słychać śpiew. I rżenie koni... jako Grudzień
- 1969 – Czerwone i złote jako syn Zapieralskiego
- 1969 – Sąsiedzi
- 1969 – Jak rozpętałem drugą wojnę światową jako polski oficer na granicy
- 1967 – Sami swoi jako handlarz na targu, sprzedawca 10 sukien damskich, i do tego lakierek
- 1965 – Sobótki jako kolejarz
- 1964 – Agnieszka 46 jako mężczyzna na ciężarówce
- 1964 – Giuseppe w Warszawie jako pasażer pociągu
- 1961 – Zaduszki jako partyzant
- 1960 – Szklana góra jako właściciel restauracji
- 1959 – Lotna jako wachmistrz Latoś
- 1959 – Biały niedźwiedź jako członek organizacji podziemnej
- 1958 – Baza ludzi umarłych jako szatniarz w knajpie
- 1957 – Ewa chce spać jako bandyta
- 1957 – Spotkania jako barman w kasynie
- 1955 – Trzy starty jako mechanik
- 1951 – Pierwsze dni jako szabrownik

## Seriale
- 1982 – Popielec (odc. 4)
- 1980 – Misja jako windziarz w hotelu „Angleterre”
- 1979 – Strachy jako właściciel hotelu
- 1977 – Lalka
- 1977 – Znak orła (odc. 2)
- 1976 – Znaki szczególne jako robotnik na budowie zapory
- 1973 – Janosik jako Karbowy
- 1966–1970 – Czterej pancerni i pies jako major w komendzie werbunkowej